# Список керівників держав 990 року
Список керівників держав 989 року — 990 рік — Список керівників держав 991 року — Список керівників держав за роками

## Європа

### Британські острови
- Шотландія:
  - Альба (королівство) — Кеннет II, король (971–995)
- Англія — Етельред II Нерозумний, король (978–1013,1014–1016)
- Уельс:
  - Гвент — Родрі ап Елісед (983–1015), король; Грифід ап Елісед, король (983–1015)
  - Дехейбарт — Маредід ап Оуен, король (987–999)
  - Гвінед — Маредід ап Оуен, король (986–999)
  - Глівісінг — Ідваллон ап Морган, король (974–990); Хівел ап Оуен, король (990–1043); Ріс ап Оуен, король (990–1000); Йестін ап Оуен, король (990–1015)

### Північна Європа
- Данія — Свен I Вилобородий, король (986/987 — 1014)
- Ірландія — Маелсехнайлл мак Домнайлл, верховний король (980–1002, 1014–1022)
- Норвегія — Гакон Могутній, ярл (970–995)
- Швеція — Ерік VI, король (бл. 970–995)

### Франція— Гуго Капет, король (987–996)
- Аквітанія — Ґійом IV Залізнорукий, герцог (963–995)
- Ангулем — Гійом IV, граф (988–1028)
- Анжу — Фульк III Нерра, граф (987–1040)
- Гасконське герцогство — Ґійом II Санше, герцог (961–996)
- Готія — Раймунд III, маркіз, граф Руерга (бл. 961–1008)
- Ампуріас — Госфред I, граф (931–991)
- Руссільйон — Госфред I, граф (931–991)
- Каркассон — Роже I, граф (бл. 957 — бл. 1012)
- Макон — Отто Гійом, граф (982–1002)
- Тулуза — Гійом III Тайлефер, граф (978–1037)
- Руерг — Раймунд III, граф (бл. 961–1008)
- Нант — Ален III (988—990), граф; Конан I, граф (990–992)
- Нормандія — Річард I Безстрашний, герцог (942–996)
- Труа і Мо — Герберт II де Вермандуа, граф (966–995)
- Шалон — Гуго I, граф (979–1039)
- Фландрія — Бодуен IV Бородатий, граф (987–1035)

### Священна Римська імперія
Оттон III, король Німеччини та Італії (983–996)

Феофано, регентша (983–991)
- Баварія — Генріх II Норовливий, герцог (955–976, 985–995)
- Саксонія — Бернхард I, герцог (973–1011)
- Швабія — Конрад I, герцог (983–997)
- Іврейська марка — Конрад, маркграф (970 — бл. 990)
- Лужицька (Саксонска Східна) марка — Одо I, маркграф (965–993)
- Мейсенська марка — без маркграфа до 981 року
- Північна марка — Лотар III фон Вальбек, маркграф (985–1003)
- Сполето — Уго I Тосканський, герцог (989–996)
- Тосканська марка — Уго I, маркграф (962–1001)
- Богемія (Чехія) — Болеслав II Благочестивий, князь (972–999)
- Штирія (Карантанська марка) — Маркварт, маркграф (970–1000)
- Верхня Лотарингія — Тьєррі I, герцог (978–1026)
- Нижня Лотарингія — Карл I, герцог (977–991)
- Ено (Геннегау) — Готфрід I, граф (974–998)
- Намюр (графство) — Альберт I, граф (бл. 974 — бл. 1011)
- Люксембург — Зіґфрід, граф (963–998)
- Голландія —Арнульф, граф (988–993)
- Бургундське королівство (Арелат) — Конрад I Тихий, король (937–993)
  - Прованс — Ротбальд II, граф (бл. 966–993); Гійом I, граф (бл. 966–993)

### ЦентральнатаСхідна Європа
- Перше Болгарське царство — Роман, цар (977—997)
- Західне Болгарське царство — Самуїл, цар (980—1014)
- Польща — Мешко I, князь (960–992)
- Угорщина — Геза, князь (надьфейеделем) (972–997)
- Хорватія — Степан Држислав, король (969–997)
- Київська Русь — Володимир Святославич, великий князь (978–1015)
  - Волинське князівство — Всеволод Володимирович, князь (988 — бл. 1010)
  - Древлянське князівство — Святослав Володимирович, князь (990–1015)
  - Новгородське князівство — Вишеслав Володимирович, князь (988 — бл. 1010)
  - Полоцьке князівство — Ізяслав Володимирович, князь (988–1001)
  - Ростовське князівство — Ярослав Мудрий, князь (988–1010)
  - Смоленське князівство — Станіслав Володимирович, князь (988 — бл. 1015)
  - Туровське князівство — Святополк Окаянний, князь (988–1015)
- Волзька Булгарія — Абд ар-Рахман ібн Мумін, хан (985/988 — 1006)

### Іспанія,Португалія
- Барселона — Буррель II, граф (947–992)
- Леон — Бермудо II Подагрик, король (984–999)
  - Кастилія — Фернан Гонсалес, граф (945—970); Гарсія Фернандес, граф (970–995)
- Кордовський халіфат — Хішам II, халіф (976–1009, 1010–1013)
- Наварра (Памплона) — Санчо II Абарка, король (970–994)
- Португалія — Гонсало I Менендес, граф (950–997)

### Італія
- Венеціанська республіка — Трибуно Меммо, дож (979–991)
- Князівство Беневентське — Пандульф II Старий, князь (981–1014)
- Гаета — Іоанн III (984-1008/1009)
- Капуя — Ланденульф II, князь (982–993)
- Салерно — Іоанн II, князь (983–994)
- Неаполітанський дукат — Марин II, герцог (968–992)
- Папська держава — Іоанн XV, папа римський (985–996)
- Сицилійський емірат — Юсуф ібн Абдуллах, емір (989–998)

### Візантійська імперія
- Візантійська імперія — Василій II Болгаробійця, імператор (963, 976–1025)

## Азія

### Західна Азія
- Аббасидський халіфат — Абу Бакр ат-Таї, халіф (974–991)
- Буїди — Самсам ад-Даула, шаханшах (983–997)
  - Джибал — Фахр ад-Даула, емір (983–997)
  - Керман і Фарс — Самсам ад-Даула, емір (983–999)
- Хамданіди (Ірак, Сирія) — (Аль-Джазіра), емір; Саад ад-Даула (Алеппо), емір (967–991)
- Ємен:
  - Зіядіди — Абдалла ібн Ісхак, емір (981 — бл. 1012)
  - Яфуриди — Абдаллах ібн Кахтан ібн Мухаммад II, імам (963–997)
- Кавказ:
- Абхазьке царство — Баграт III, цар (978–1008)
- Вірменія:
  - Анійське царство — Гагік I, цар (989–1020)
  - Васпураканське царство — Гурген-Хачик, цар (983–1003)
  - Карське царство — Аббас, цар (984–1029)
  - Сюнікське царство — Смбат I Саакян, цар (987–998)
  - Ташир-Дзорагетське царство — Давид I Безземельний, цар (989–1048)
- Грузія:
  - Тао-Кларджеті  — Баграт II Регвені, цар (958–994)
  - Кахетія — Давид, князь (976–1010)
  - Тбіліський емірат — Алі II Джафар, емір (981—1032)

### Центральна Азія
- Персія:
  - Зіяриди — Кабус ібн Вушмгір, емір (977–981, 997–1012)
  - Табаристан — Шахріяр III, іспахбад (985–1005)
- Середня Азія:
  - Саманідська держава (Бухара) — Нух II, емір (976–997)
  - Караханідська держава — Алі Арслан-хан, хан (970–998); Харун Бугра-хан, хан (970–992)

### Південна Азія
- Індія:
  - Західні Чалук'ї — Тайлапа II (973—997)
  - Венгі— Східні Чалук'я — Джата Чода Бхіма, магараджа (973–999/1000)
  - Гуджара-Пратіхари — Раджапала, магараджа (989–1018)
  - Західні Ганги — Рашамалла V, магараджа (986–999)
  - Імперія Пала — Махіпала I, магараджа (988–1038)
  - Кашмір — Дідда, цариця (980–1003)
  - Парамара (Малава) — Вакпатіраджа II, магараджа (974–995)
  - Харікела (династія Чандра) — Кальяначандра, магараджахіраджа (бл. 975 — бл. 1000)
  - Чола — Раджараджа Чола I Великий, магараджа (985–1014)
  - Ядави (Сеунадеша) — Бхіллама II, магараджа (985–1005)

### Південно-Східна Азія
- Кхмерська імперія — Джаяварман V, імператор (968–1001)
- Дайков'єт — Ле Дай Хань, імператор (980–1005)
- Далі (держава) — Дуань Суїн, король (985–1009)
- Паган — Наун-у Сорехан, король (956–1001)
- Чампа — Харіварман II, князь (бл.989 — бл. 998)
- Індонезія:
  - Матарам — Шрі Макутавансаварддана, шрі-магараджа (985–990); Дармавангса, шрі-магараджа (990–1006)
  - Сунда — Прабу Браявісеса, король (989–1012)
  - Шривіджая — Чудаманіварман, шрі-магараджа (988 — 1004)

### Східна Азія
- Японія — Ітідзьо, імператор (986–1011)
- Китай:
  - Династія Ляо — Єлюй Лунсюй, імператор (982—1031)
  - Імперія Сун — Тай-цзун (Чжао Куан'ї), імператор (976–997)
- Корея:
  - Корьо — Сонджон, ван (981–997)

## Африка
- Аксум (Ефіопія) — Іан Сеюм, імператор (959–999)
- Зіріди — Аль-Мансур ібн Юсуф, емір (984–995)
- Імперія Гао — Нін Тафай, дья (бл. 970 — бл. 990); Бай Кай Кімі, дья (бл. 990 — бл. 1020)
- Фатімідський халіфат — Аль-Азіз Біллах, халіф (975–996)
- Магриб (Іфрикія і Сх. Алжир) — ал-Мансур ібн Булуггін, халіф(984–996)
- Канем — Хайома, маї (961–1019)

## Північна Америка
- Майяпанська ліга — Ах Мекат Тутул Сю (987—1007)